# 金杉英五郎

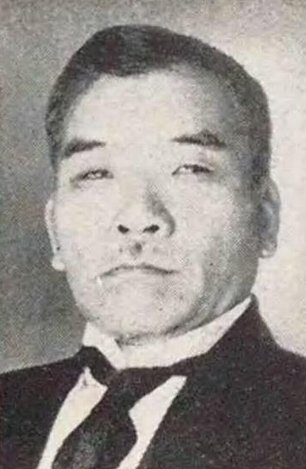
金杉英五郎

金杉 英五郎（かなすぎ えいごろう、慶応元年7月13日（1865年9月2日）- 昭和17年（1942年）1月26日）は、日本の医学者、政治家。衆議院議員、貴族院勅選議員。

## 経歴
下総国香取郡鏑木村（千葉県香取郡古城村字鏑木、干潟町を経て現旭市）の名主金杉与右衛門の子として生まれる。叔父で、内務省書記官を務めていた金杉恒の養子となる。東京帝国大学医科大学にて医学を学んだ後、ドイツへ留学。ヴュルツブルク大学、エアランゲン大学で学んだ。その後、1892年に、高木兼寛経営の東京病院（現、東京慈恵会医科大学附属病院）にて勤務をする傍ら、東京慈恵医院医学校（現、東京慈恵会医科大学）にて、講義を行う。後に、東京慈恵医院医学校が、大学令に基づき、大学に昇格した際、東京慈恵会医科大学の初代学長となった。
耳鼻咽喉科という専門科を創設した人物として知られ、「本邦ニ於テ首メテ耳鼻咽喉科ヲ開設シタルハ本院ニシテソノ第一回部長タルハ将ニ不肖ナリ」という書も残しており、東京耳鼻咽喉科学会（現、日本耳鼻咽喉科学会）の創設者でもある。内科系・外科系に分かれていた学問を「耳鼻咽喉科学」としてまとめたのは世界でも初めての試みであり、以来、数多くの医師を輩出した。
1917年（大正6年）4月、第13回衆議院議員総選挙（東京府東京市、無所属）で当選し、衆議院議員に1期在任。1920年（大正9年）5月の第14回総選挙（東京府第8区、無所属）では次点で落選した。1922年（大正11年）2月2日、貴族院議員に勅選され、死去するまで在任した。墓所は青山霊園(1ロ3-1)。

## 親族
- 妻 金杉タキ（大藪房次郎長女）[11]
- 三男 金杉台三（尾高次郎の娘婿）
- 甥・金杉進の岳父に杉山茂丸[12]

## 栄典
- 1928年（昭和3年）11月10日 - 勲三等瑞宝章[13]